# بترل أبيض الرأس
بترل أبيض الرأس (الاسم العلمي: Pterodroma lessonii) هو نوع من فصيلة طيور بترل.